# 重田美空
重田美空（日语：／ Shigeta Miku，1997年6月30日—），日本女子羽毛球運動員。福冈縣出生，畢業於九州国際大学附属高中，2017年加入西京銀行，並為ACT SAIKYO羽毛球隊的成員，隊員編號為11號。

## 簡歷
2019年8月，重田美空出戰秋田羽毛球大师赛，與中村麻裕合作闯进女子双打项目半决赛。职业生涯首次在世界羽联世界巡回赛超级100赛级别的赛事中打入四强。
2024年2月20日，所屬球隊ACT SAIKYO宣布重田美空於同年3月31日引退。

## 主要比賽成績
只列出曾進入準決賽的國際賽事成績：
| 年份   | 賽事                   | 公開賽級別 | 項目     | 拍檔     | 成績   |
| ------ | ---------------------- | ---------- | -------- | -------- | ------ |
| 2019年 | 秋田羽毛球大师赛       | 超級100賽  | 女子雙打 | 中村麻裕 | 準決賽 |
| 2022年 | 波蘭羽毛球國際賽       | 國際系列賽 | 女子雙打 | 水津優衣 | 冠軍   |
| 2023年 | 荷蘭羽毛球國際賽       | 國際系列賽 | 女子雙打 | 大澤陽奈 | 亞軍   |
| 2023年 | 北馬里亞納羽毛球公開賽 | 國際挑戰賽 | 混合雙打 | 下農走   | 亞軍   |
| 2023年 | 印度羽毛球國際挑戰賽   | 國際挑戰賽 | 女子雙打 | 田口真彩 | 冠軍   |

| 2018-2026年 | 總決賽 | 超級1000賽 | 超級750賽 | 超級500賽 | 超級300賽 | 超級100賽 | 國際挑戰賽 | 國際系列賽 | 未來系列賽 | 其他 |